# Adigar
Els adigar foren uns funcionaris del reis de Ceilan, originalment uns oficials judicials, si bé sota els holandesos el càrrec havia evolucionat fins a esdevenir el títol dels principals ministres del rei.
Hi havia dos adigars, anomenats primer adigar i segon adigar.